# Francia uralkodók szeretőinek listája
Ez a lap a francia uralkodók szeretőinek listája, benne az ismert hivatalos (maîtresse-en-titre) és nem hivatalos (petite maîtresse) szeretők neveivel időrendben.

## V. Károly

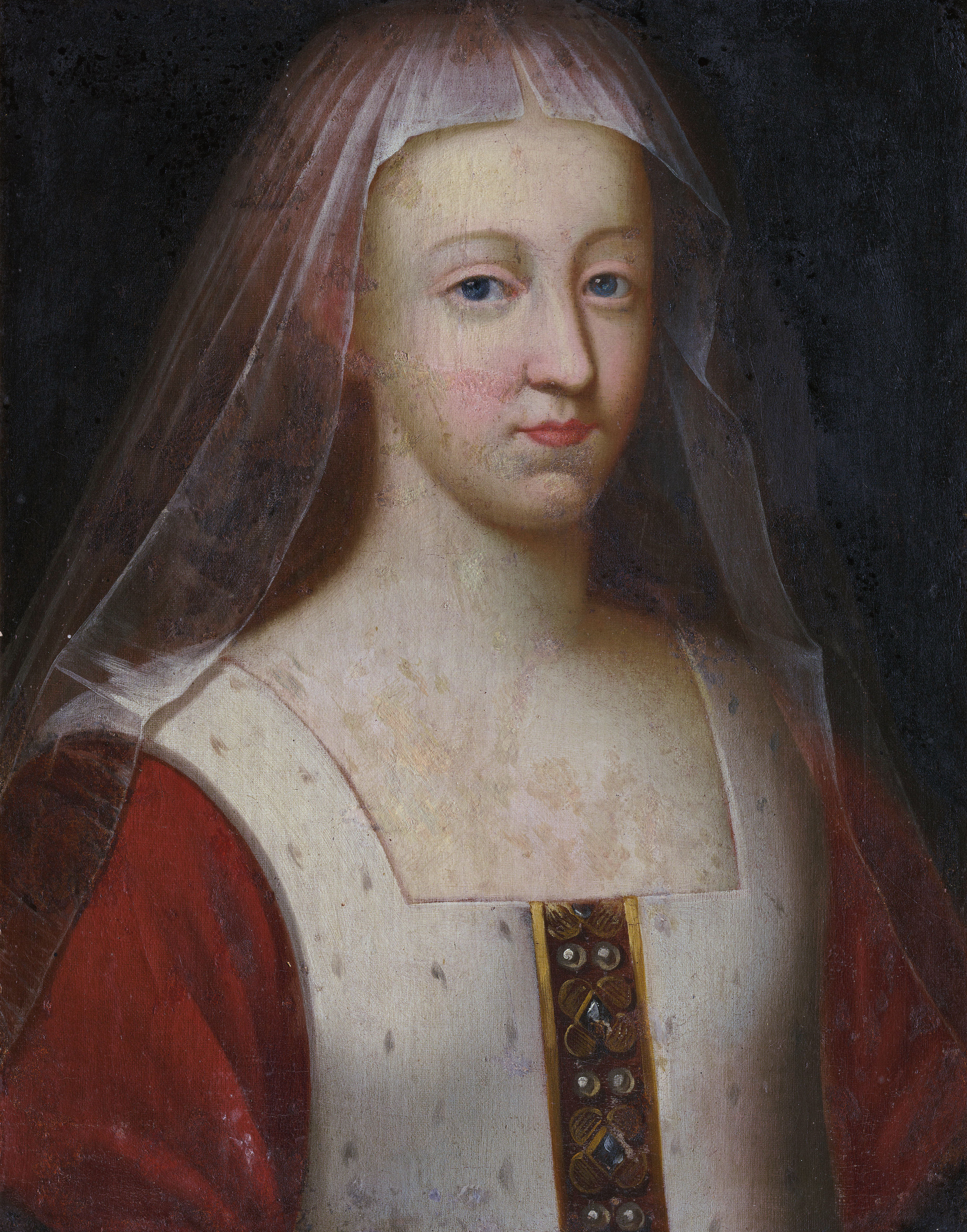
Agnès Sorel, VII. Károly király első hivatalos szeretője

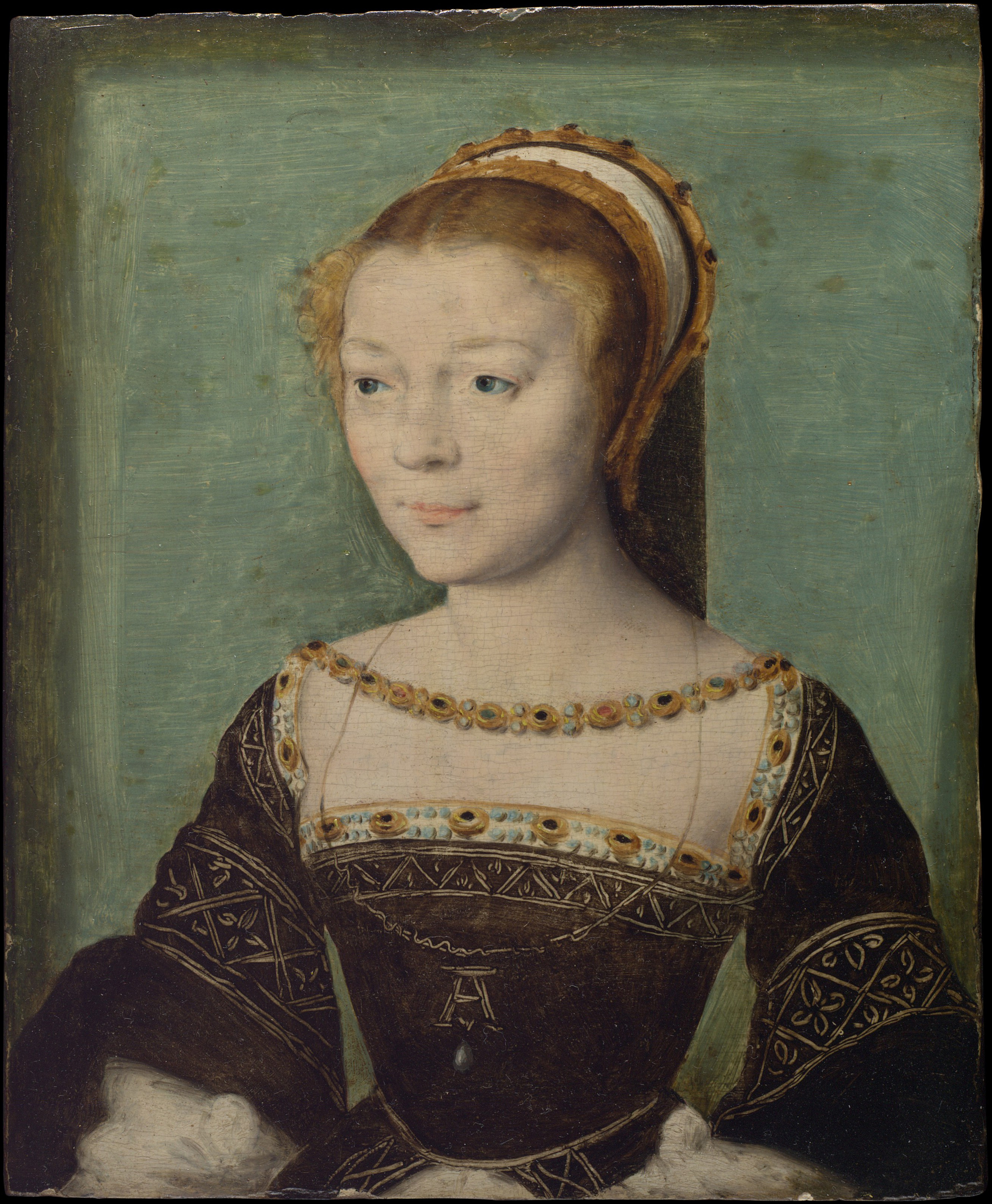
Anna Jeanne de Pisseleu, I. Ferenc francia király második szeretője, aki miatt a király megszakította viszonyát korábbi ágyasával, Françoise de Foix grófnéval

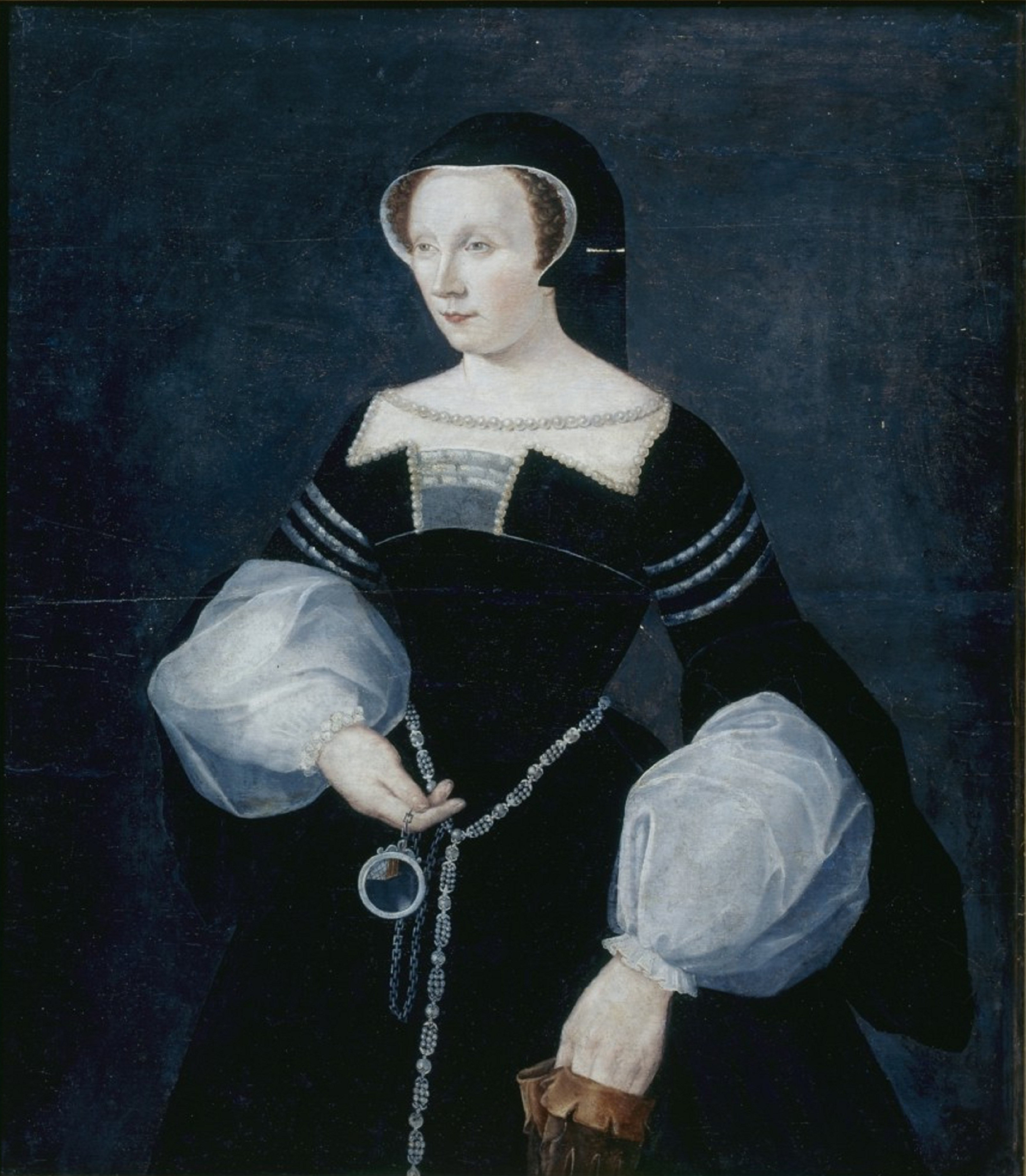
Diane de Poitiers, II. Henrik hivatalos szeretője

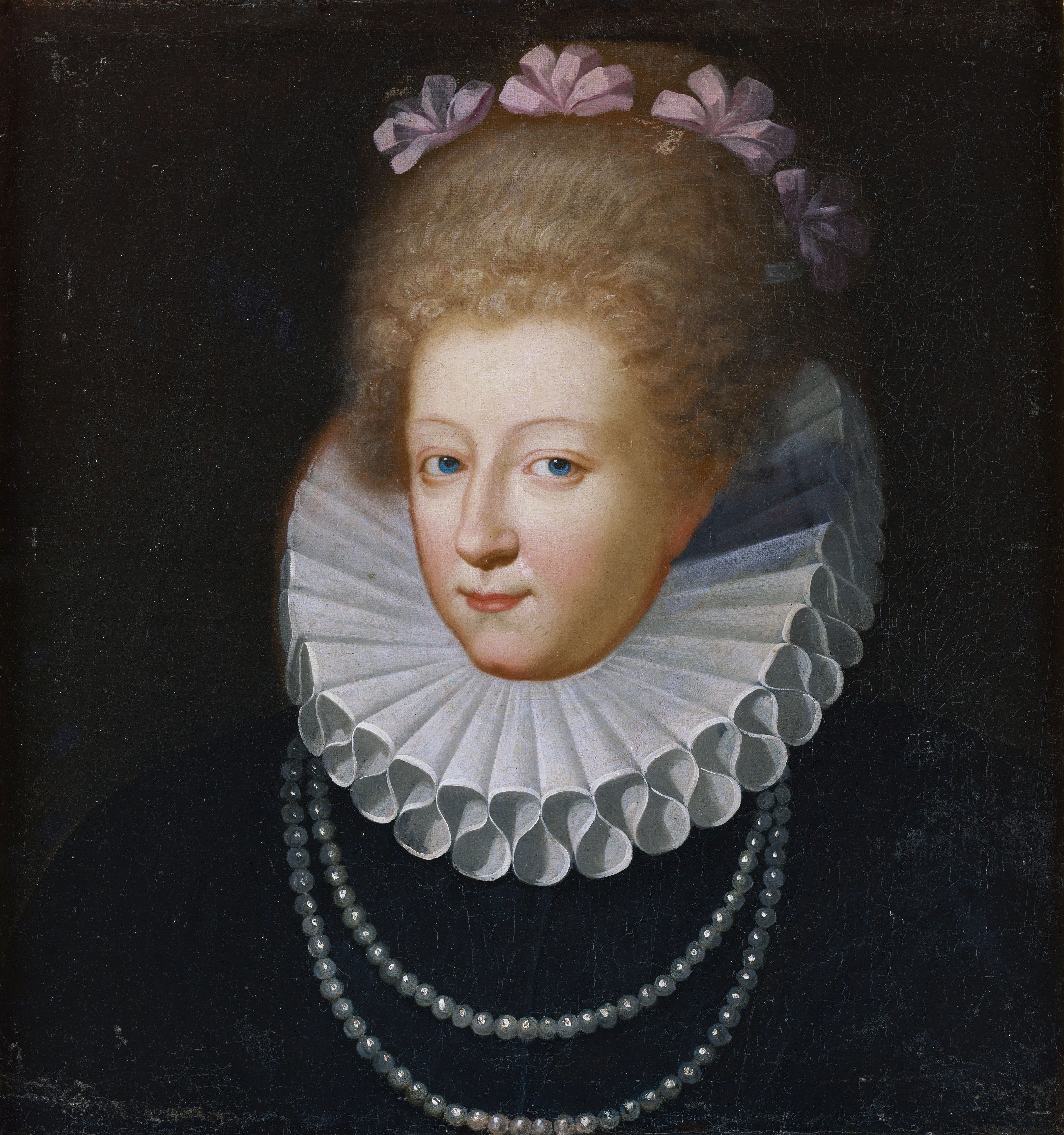
Gabrielle d’Estrées, IV. Henrik hivatalos szeretője, akinek két felmenője is francia királyok ágyasa volt

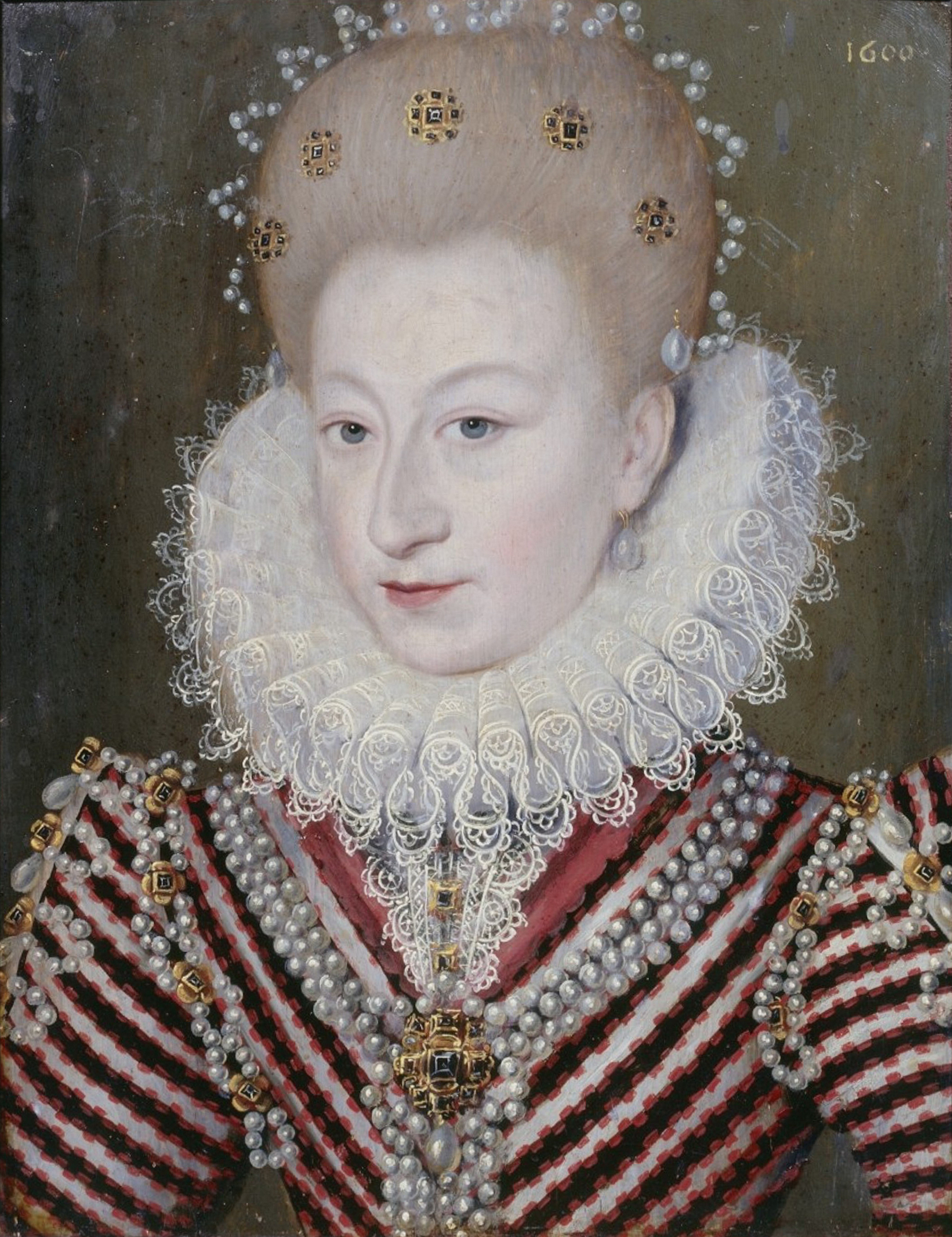
Catherine Henriette de Balzac d’Entragues, Verneuil márkiné, IV. Henrik második hivatalos szeretője

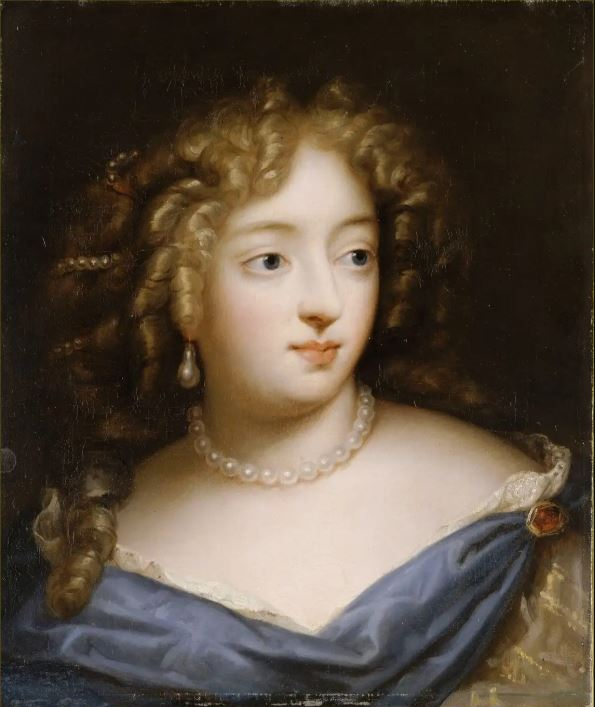
Madame de Montespan, XIV. Lajos király második hivatalos szeretője

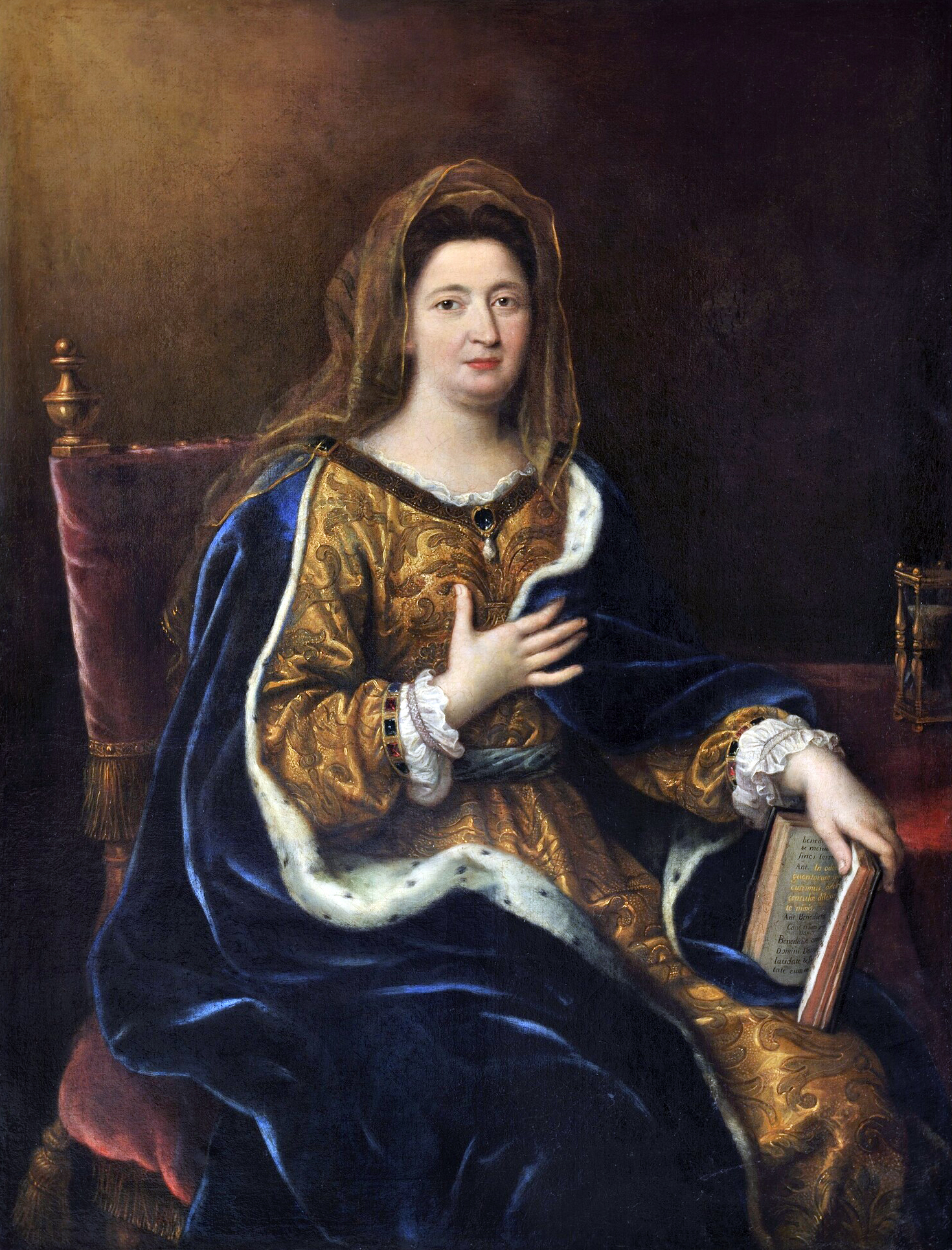
Madame de Maintenon, XIV. Lajos negyedik hivatalos szeretője majd második felesége, akit titokban vett el

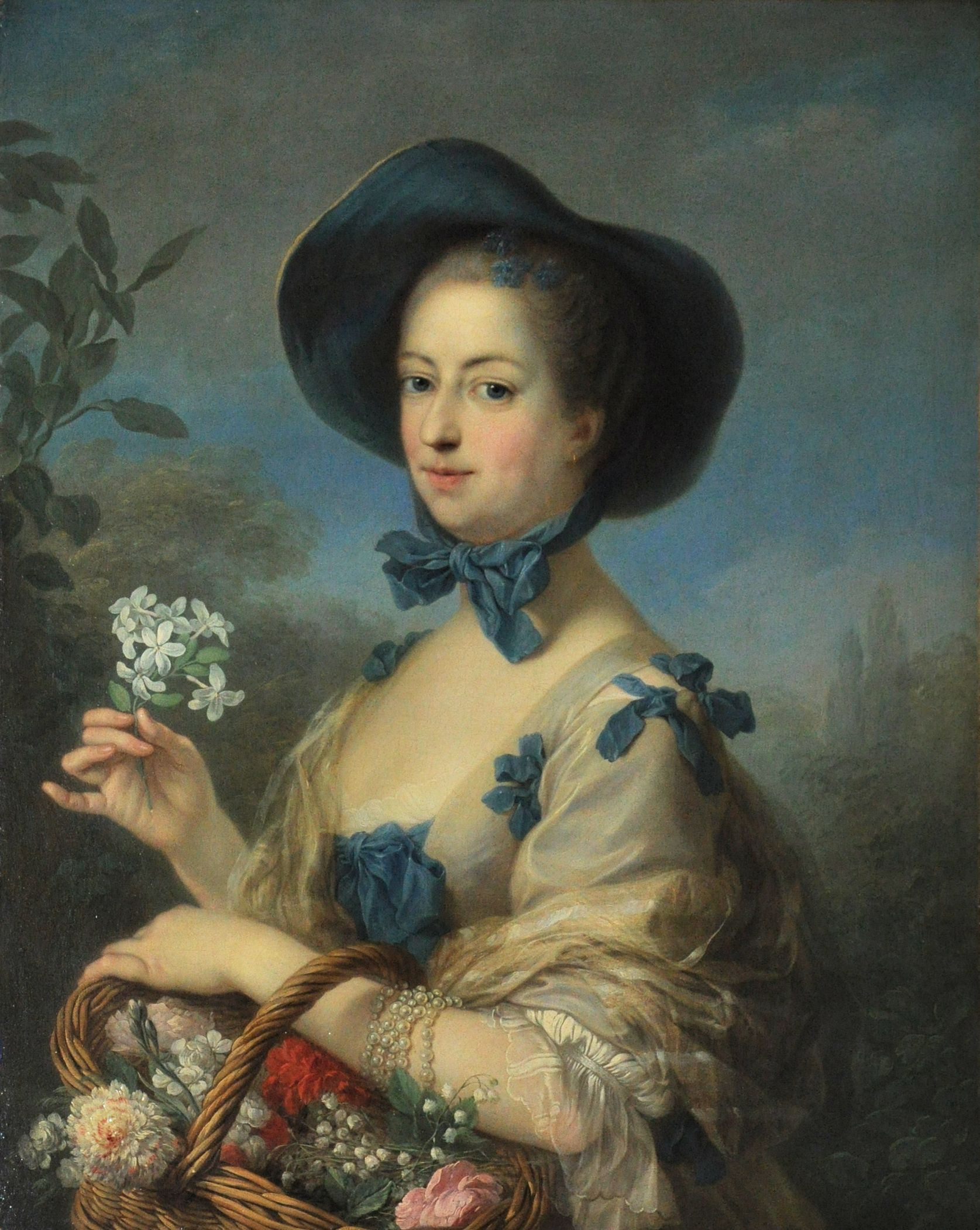
Madame de Pompadour, XV. Lajos király hivatalos szeretője, aki nagy befolyással bírt a Francia Királyság politikájára is

Madame du Barry, XV. Lajos hivatalos szeretője 1745-től annak 1774-es haláláig

- Biette de Casinel (1340 körül –1380 körül)

## VI. Károly
- Odette de Champdivers (1380 körül –1424)

## VII. Károly
- Agnès Sorel (1422 körül –1450)
- Antoinette de Maignelais (1420 körül –1474 körül)

## XI. Lajos
- Phélisé Regnard (1424–1474)
- Marguerite de Sassenage (1424–1470)

## I. Ferenc
Hivatalos szeretője (maîtresse-en-titre)
- Françoise de Foix (1495–1537), Châteaubriant grófné
- Anne de Pisseleu (1508–1580), Étampes hercegné

Nem hivatalos szeretői (petite maîtresse)
- Marie Gaudin (1490 körül –1580), La Bourdaisière úrnő
- Mary Boleyn (1499–1543)
- La Belle Ferronnière (1500–1530)
- Claude de Rohan-Gié (1519–1579), Tonnerre és Thoury grófnő

## II. Henrik
Hivatalos szeretője (maîtresse-en-titre)
- Diane de Poitiers (1499–1566)

Nem hivatalos szeretői (petite maîtresse)
- Jane Stuart (1520 körül –1553)
- Filippa Duci (1520 körül –1586)
- Nicole de Savigny (1535–1590), Fontette bárónő

## IX. Károly
Nem hivatalos szeretője (petite maîtresse)
- Marie Touchet (1553 körül –1638)

## III. Henrik
Nem hivatalos szeretői (petite maîtresse)
- Louise de La Béraudière du Rouhet (1530-1611)
- Renée de Rieux de Châteauneuf
- Veronica Franco (1546–1591)
- Marie de Clèves  (1553–1574), Condé hercegné
- Jeanne de Laval (1549–1586), Senneterre úrnő
- Françoise Babou de la Bourdaisière (1542–1592)

## IV. Henrik
Hivatalos szeretői (maîtresse-en-titre)
- 1591–1599: Gabrielle d’Estrées (1571–1599)
- 1599–1609: Catherine Henriette de Balzac d’Entragues (1579–1633), Verneuil márkiné

Nem hivatalos szeretői (petite maîtresse)
- 1575: Louise de La Béraudière du Rouhet (1530-1611)
- 1579–1581: Françoise de Montmorency (1566–1614)
- 1607–1609: Charlotte des Essarts (1580 körül – 1651)
- Diane d’Andoins  (1554–1621)
- Jacqueline de Bueil (1580 körül –1651)

## XIII. Lajos
Bizalmas kegyencnői
- 1630–1639: Marie de Hautefort (1616–1691)
- 1639–1643: Louise de La Fayette (1618–1665)

## XIV. Lajos
Hivatalos szeretői (maîtresse-en-titre)
- 1661–1667: Louise de La Vallière (1644–1710), Vaujours hercegné
- 1667–1681: Françoise Athénaïs de Rochechouart de Mortemart (1640–1707), Montespan márkiné
- 1678–1681: Marie Angélique de Scoraille de Roussille (1661–1681), Fontanges hercegné
- 1683–1715: Françoise d’Aubigné (1635–1719), Maintenon márkiné

Nem hivatalos szeretői (petite maîtresse)
- 1654–1657 és 1660-1661: Olympia Mancini (1638–1708)
- 1658–1659: Maria Mancini (1639–1715)
- 1660–1661: Stuart Henrietta Anna (1644–1670), Orléans-i hercegné
- 1665: Charlotte Catherine de Gramont (1639–1678), Monaco hercegnéje
- 1669–1675: Anne de Rohan-Chabot (1641–1709), Soubise hercegné
- 1670–1676: Claude de Vin des Oeillets (1637 körül –1687)
- 1675–1678: Isabelle de Ludres (1647–1722)

## XV. Lajos
Hivatalos szeretői (maîtresse-en-titre)
- 1732–1742: Louise Julie de Mailly-Nesle (1710–1751), Mailly grófnéja
- 1739–1741: Pauline Félicité de Mailly-Nesle (1712–1741), Vintimille márkiné
- 1742–1745: Diane Adélaïde de Mailly-Nesle (1713–1760), Lauraguais hercegnéje
- 1742–1744: Marie-Anne de Mailly-Nesle (1717–1744), Châteauroux hercegnéje
- 1745–1764: Jeanne Antoinette Poisson (1717–1744), Pompadour márkinő
- 1769–1774: Jeanne Bécu (1743–1793), Barry grófnéja

Nem hivatalos szeretői (petite maîtresse)
- 1750: Irène du Buisson de Longpré (?–1767)
- 1750–1755: Françoise de Châlus (1734–1821), Narbonne-Lara hercegné
- 1752–1754: Marie Louise O’Murphy (1737–1815)
- 1760–1765: Anne Couffier de Romans (1737–1808), Meilly-Coulonge báróné
- 1762–1765: Louise Jeanne Tiercelin de La Colleterie (1746–1779)
- 1768–1768: Catherine Éléonore Bénard (1740–1769)
- 1768–1768: Marie Thérèse Françoise Boisselet (1731–1800)

## I. Napóleon
- Maria Walewska lengyel grófné (1786–1817)
- Éléonore Denuelle de La Plaigne (1787–1868)

## XVIII. Lajos
- Zoé Talon (1785–1852), Cayla grófné

## X. Károly
- Rosalie Duthé (1748–1830), I. Lajos Fülöp szeretője is volt
- Louise d’Esparbès de Lussan (1764–1804), Polastron grófné
- Aglaé de Polignac (1768–1803), Guiche hercegné

## I. Lajos Fülöp
- Rosalie Duthé (1748–1830), X. Károly szeretője is volt

## III. Napóleon
- 1856–1857: Virginia Oldoini (1837–1899), Castiglione grófné
- 1857–1861: Marie-Anne Walewska (1823–1912)
- 1863–1870: Marguerite Bellanger (1838–1886)